# Шестаково (озеро)
Шестако́во (бел. Шастако́ва) — озеро в Мядельском районе Минской области Белоруссии. Относится к бассейну реки Нарочь. Расположено на территории национального парка «Нарочанский» между озёрами Мястро и Баторино.
Площадь зеркала составляет 0,02 км². Длина — 0,2 км, наибольшая ширина — 0,16 км. Длина береговой линии — 0,57 км.
Котловина остаточного типа. Берега невысокие, поросшие кустарником.
Вода в озере — гидрокарбонатного класса кальциевой группы, слабоминерализованная. Минерализация составляет 188,6 мг/л, водородный показатель — 7,26.
Водоём мезотрофный. На западе есть протока, сообщающаяся с озером Мястро.